# Leif Söderström
Leif Eric Söderström, född 4 maj 1938 i Högalids församling i Stockholm, död 30 januari 1994 i Adolf Fredriks församling i Stockholm, var en svensk regissör och librettist. 
Han var son till operasångaren Conny Söderström, och bror till operasångaren Gunilla Söderström.
Leif Söderström är begravd på Bromma kyrkogård.

## Teater

### Regi (ej komplett)
| År   | Produktion | Upphovsmän                              | Teater                   |
| ---- | ---------- | --------------------------------------- | ------------------------ |
| 1978 | Cabaret    | John Kander, Fred Ebb och Joe Masteroff | Helsingborgs stadsteater |